# Dolac, Zagreb

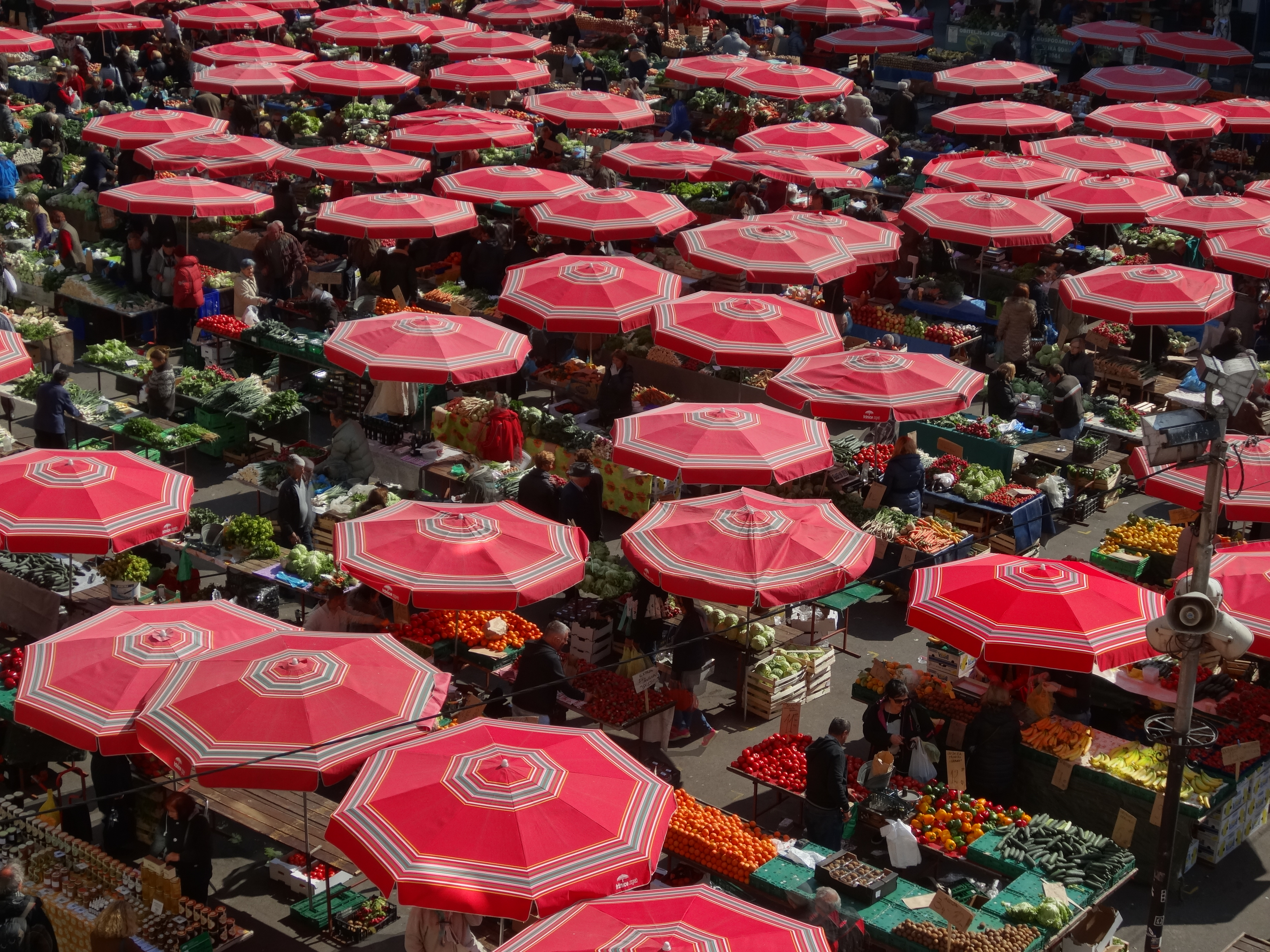
Vy över Dolacmarknaden.

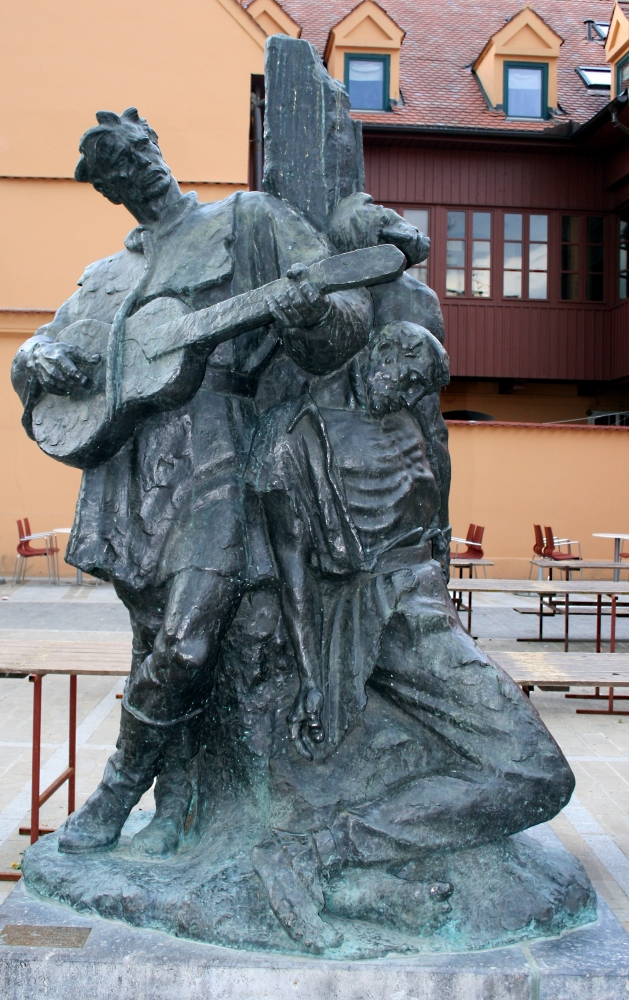
Staty föreställande Petrica Kerempuh.

Dolac är en marknadsplats i Zagreb i Kroatien. Den är belägen i och uppkallad efter det gamla kvarteret Dolac i stadens historiska stadskärna. Marknadsplatsen är en av stadens turistattraktioner och tillhandahåller bland annat blommor, kött, fisk, kryddor, olivolja och licitarhjärtan. Parasollen vid Dolac har enligt traditionen samma färger och mönster som Šestine-paraply.

## Historik
Ett beslut om att flytta den dåvarande Harmicamarknaden från Ban Jelačićs torg föranledde en diskussion om var den nya marknaden skulle ligga. Arkitekten Viktor Kovačić föreslog då en plats mellan Sankta Maria kyrka och Kaptol. Sedan några hus rivits i Dolac, liksom delar av den gamla befästningsmuren, kunde marknaden öppna på den nya platsen år 1930.

## Läge
Dolacmarknaden ligger i kvarteret Dolac i Zagrebs centrala delar, mellan Ban Jelačićs torg, Kaptol och Gradec. Den ligger i Sankta Maria-kyrkans omedelbara närhet. Norr om marknaden ligger Petrica Kerempuhs torg där det förekommer försäljning av blommor. Där finns även en staty av Vanja Radauš som föreställer den legendariske spelmannen Petrica Kerempuh spelande för en hängd man.